# Minardi M02
Minardi M02 je Minardijev dirkalnik Formule 1, ki je bil v uporabi v sezoni 2000, ko sta z njim dirkala Marc Gené in Gastón Mazzacane. Nobenemu izmed dirkačev se ni uspelo uvrstiti med dobitnike točk, kot najboljšo uvrstitev sta dosegla tri tretja mesta, Marc Gené na Velikih nagradah Avstralije in Avstrije, Gastón Mazzacane pa na Veliki nagradi Evrope, ob tem pa sta zabeležila dvanajst odstopov.

## Popolni rezultati Formule 1
(legenda)
| Leto | Moštvo  | Motor         | Gume | Dirkača          | 1   | 2   | 3   | 4  | 5   | 6   | 7   | 8   | 9   | 10  | 11  | 12  | 13  | 14  | 15  | 16  | 17  | Toč | Prv |
| ---- | ------- | ------------- | ---- | ---------------- | --- | --- | --- | -- | --- | --- | --- | --- | --- | --- | --- | --- | --- | --- | --- | --- | --- | --- | --- |
| 2000 | Minardi | Fondmetal V10 | B    |                  | AVS | BRA | SMR | VB | ŠPA | EU  | MON | KAN | FRA | AVT | NEM | MAD | BEL | ITA | ZDA | JAP | MAL | 0   | NC  |
| 2000 | Minardi | Fondmetal V10 | B    | Marc Gené        | 8   | Ret | Ret | 14 | 14  | Ret | Ret | 16  | 15  | 8   | Ret | 15  | 14  | 9   | 12  | Ret | Ret | 0   | NC  |
| 2000 | Minardi | Fondmetal V10 | B    | Gastón Mazzacane | Ret | 10  | 13  | 15 | 15  | 8   | Ret | 12  | Ret | 12  | 11  | Ret | 17  | 10  | Ret | 15  | 13  | 0   | NC  |

‎